# 竹山隆範
竹山隆範（1971年4月2日—），日本男性搞笑藝人、男演員、主持人。出身於福岡縣福岡市。搞笑組合CUNNING成員，負責裝傻，搭檔是中島忠幸（已故）。所屬經紀公司是Sun Music製作。別名「Cunning竹山」（カンニング竹山）。
搞笑特色是容易發怒、暴走。由於出演過許多電視劇和電影，常被其他諧星調侃成「演員」才是他的本行。
2004年，搭檔中島罹患白血病休養，CUNNING的組合活動不得不中斷，竹山以冠上團名的藝名「Cunning竹山」繼續活動。中島患病期間，竹山全力照料中島的家人，還把一半工資交給中島用作治療費等開支。2006年12月20日中島病逝，竹山悲痛萬分，表明「以後將會以Cunning竹山的身份努力」。

## 外部連結
- 官方檔案介紹 （页面存档备份，存于）
- 竹山隆範的X（前Twitter）